# Château de Lanke
Le château de Lanke (en allemand : Schloß Lanke), ou château Redern (Landhaus Redern), est un château néo-Renaissance situé à Lanke, village dépendant de la commune allemande de Wandlitz, dans le Brandebourg, à environ 20 km au nord de Berlin. Construit au milieu du XIXe siècle suivant le projet d'Eduard Knoblauch, il fut la propriété de la famille von Redern jusqu'en 1914.

## Histoire
Le domaine de Lanke est mentionné pour la première fois dans un acte du 24 décembre 1315 délivré par le margrave Jean V de Brandebourg. Il appartient au XVe siècle aux biens du château de Biesenthal, propriété de la famille von Arnim. En 1624, le village abrite 126 habitants, près du manoir. Pendant la guerre de Trente Ans, toutefois, il est complètement dévasté.

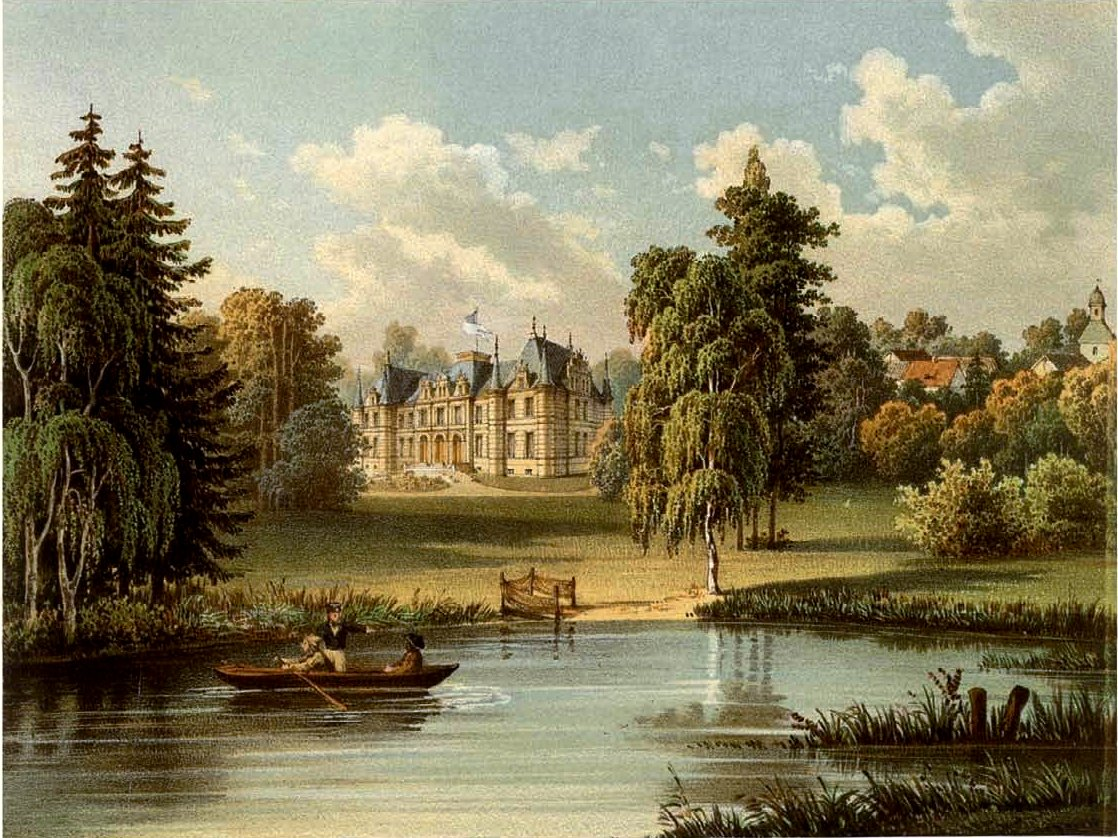
Le château vers 1860, collection Alexander Duncker.

Après plusieurs changements de propriétaires, la famille von Redern achète au baron von Wülfnitz en 1827 l'immense domaine de quatorze villages, de dix-sept lacs, de champs et de forêts étendus sur des dizaines de kilomètres et 4 500 hectares. Le comte Friedrich Wilhelm von Redern (1802-1883) transforme le jardin d’agrément en parc à l'anglaise, selon les plans de Peter Joseph Lenné. Il décide aussi de faire rebâtir le manoir baroque en style néo-Renaissance, inspiré des châteaux de la Loire. Le projet est mené par Eduard Knoblauch de 1856 à 1858. Le château porte dès lors le nom de « château Redern ». La famille, qui agrandit encore ses terrains, est le plus gros propriétaire de la région de Barnim au début du XXe siècle.
Le domaine est vendu en 1914 à la ville de Berlin, qui aménage la partie nord de la forêt en zone de loisirs pour les Berlinois, tandis que des dizaines de pensions de famille et petits hôtels sont construits au bord de certains lacs, comme l’Obersee. En 1939, sous le Troisième Reich, il héberge des locaux du Service du travail de l'État, le Reichsarbeitsdienst. 

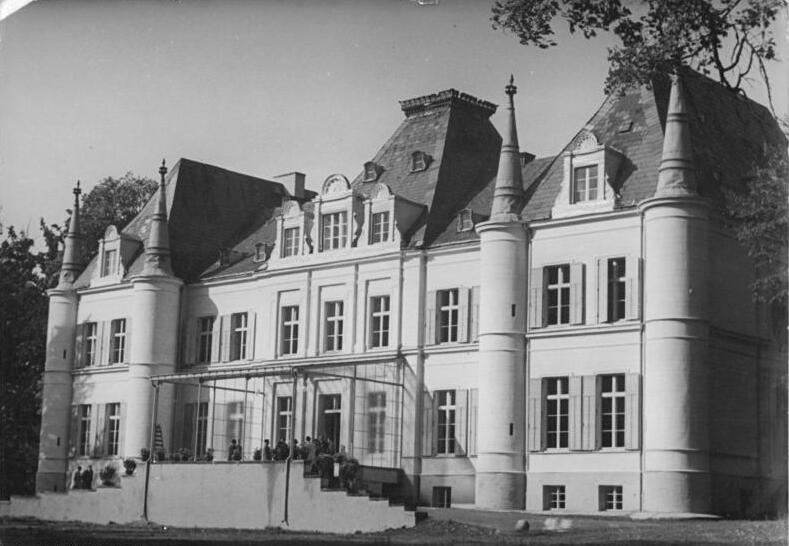
Le château dans les années 1950.

Après la Seconde Guerre mondiale, à partir de juin 1945, il est transformé en hôpital militaire et, la même année, il devient un poste de commandement soviétique. À partir de 1947, le château est aménagé en sanatorium pour tuberculeux et prend quelques années plus tard, en 1951, le nom de Gertrud Seele Krankenhaus, d'après Gertrud Seele (1917-1945), infirmière auxiliaire et résistante au nazisme. Il est transformé ensuite en centre de soins. 
Le château est privatisé en 2006 et protégé comme bâtiment historique. Il appartient à une société de copropriétaires, qui de 2011 à 2014 y fait aménager des appartements et des salons de réception.